# A Silent Voice (film)
A Silent Voice: The Movie (映画 聲の形, Eiga Koe no Katachi, ook vertaald als The Shape of Voice: The Movie) is een Japanse geanimeerde dramafilm uit 2016. Hij werd geproduceerd door Kyoto Animation, geregisseerd door Naoko Yamada en geschreven door Reiko Yoshida. Futoshi Nishiya verzorgde de ontwerpen van de personages. De muziek is van de hand van Kensuke Ushio. De film is gebaseerd op de gelijknamige manga die getekend en geschreven werd door Yoshitoki Oima. De film kende zijn première in Japan op 17 september 2016. De wereldwijde première volgde tussen februari en juni 2017.

## Verhaal
Shoya Ishida brengt zijn zaken in orde en wandelt naar een brug met de intentie om zelfmoord te plegen. Hij bedenkt zich wanneer hij vuurwerk hoort: het doet hem denken aan zijn dagen in de lagere school en de gebeurtenissen die tot dit punt in zijn leven geleid hebben.
Shoya was een onverschillig kind die zijn medeleerlingen zag als tijdsverdrijf. Wanneer de klas een nieuwe dove leerlinge bijkrijgt genaamd Shoko Nishimiya, is zijn interesse meteen gewekt. Desondanks haar handicap tracht Shoko op normale wijze deel te nemen aan het schoolleven. Shoya en Naoka Ueno beginnen haar te pesten.
Eens de schooldirecteur wind krijgt over het pesten, wordt Shoya aangewezen als de schuldige. Hij benoemt zijn vrienden als medepesters, maar zij ontkennen alles. Al vlug keert het pestgedrag van de klas zich tegen Shoya, waardoor hij nu met dezelfde pesterijen te maken krijgt die hij Shoko liet ondergaan. Shoya verwijt Shoko de reden te zijn dat hij nu gepest wordt. De twee ruzieën nadat Shoya Shoko betrapt op het knoeien met zijn lessenaar. Shoko verandert hierdoor van school. Later ontdekt Shoya dat Shoko geen kwade bedoelingen had, maar net gemene boodschappen van hun medeleerlingen van Shoya's lessenaar aan het vegen was. Shoya is nu alleen en het zwarte schaap van de klas. Nadat zijn medeleerlingen hem in een vijver gooien, ontdekt hij Shoko's notaboekje.
Eens in het middelbaar blijft Shoya een eenzaat. Hij ziet zijn verleden als straf voor wat hij Shoko aangedaan heeft. Hij lijdt zo onder zijn schuldgevoel en angsten dat hij niet meer in staat is om mensen rondom hem in de ogen te kijken. Tomohiro Nagatsuka, nog een eenzaat op dezelfde school, wordt bevriend met Shoya. Al snel ziet Tomohiro Shoya als zijn beste vriend. Shoya bezoekt het lokale gebarentaalcentrum in de hoop om Shoko's notaboek terug te geven. De twee beginnen elkaar vaker op te zoeken op een brug om brood aan de koi in de rivier te voeren.
Yuzuru, Shoko's jongere zus, heeft haar twijfels over Shoya's bedoelingen. Op een dag springt Shoya in de rivier onder de brug nadat Shoko hetzelfde doet om haar notaboek op te vissen, wat verboden is. Yuzuru neemt een foto van Shoya in de rivier en post deze online. Shoya wordt van school gegooid voor deze daad. Yuzuru bekent dat zij hem verklikt heeft. In plaats van boos te worden, stelt Shoya voor dat Yuzuru bij hem thuis verblijft. Yuzuru vertrekt weer in het holst van de nacht. Shoya volgt haar en zegt dat hij oprecht spijt heeft over zijn gedrag jegens Shoko.
Kort daarna geeft Shoko Shoya een geschenk. Ze probeert haar gevoelens voor hem te uiten. Omdat ze dit verbaal doet in plaats van in gebarentaal, begrijpt Shoya haar niet. Bezorgt dat Shoko droef is omdat hij haar niet begreep, nodigt Shoya Shoko uit om naar een pretpark te gaan met enkele klasgenoten. Aldaar bekent Naoka zijn haatgevoelens voor Shoko aan Shoya. Miki Kawai, een medepester in de lagere school, vertelt Shoya's klasgenoten over Shoya's vroegere pestgedrag. De groep ruziet over de verantwoordelijkheid van elke pester.
Na het overlijden van Shoko's grootmoeder, neemt Shoya haar mee naar het platteland om haar op te beuren. Aldaar begint hij te begrijpen dat Shoko zichzelf de schuld geeft van alles wat Shoya heeft ondergaan. Vastberaden om Shoko van het tegenovergestelde te overtuigen, begint Shoya vaker langs te gaan bij de zussen.
Tijdens een vuurwerkfestival gaat Shoko naar huis onder het mom dat ze haar huiswerk nog moet afwerken. Shoya volgt haar nadat Yuzuru vraagt om haar camera te halen. Eens bij Shoko thuis ziet hij Shoko op het balkon van het appartement staan, klaar om zichzelf van het balkon te storten. Shoya grijpt haar vast en trekt haar terug over de rand van het balkon, maar valt zelf naar beneden en belandt in een coma.
Op een nacht droomt Shoko dat Shoya haar een laatste vaarwelsbezoek brengt. Vol angst loopt ze naar de brug waar het duo vroeger koi brood voerden. Al wenend stort ze in. Shoya ontwaakt uit zijn coma. In paniek sleurt hij zichzelf naar de brug waar Shoko zich bevindt. Hij biedt zijn excuses aan voor zijn vroegere pestgedrag en voor alles wat hij deed dat tot haar zelfhaat hebben geleid. Hij vraagt haar om te stoppen zichzelf de schuld te geven en geeft toe dat hij vroeger ook zelfmoordneigingen gehad heeft, maar dat hij zich bedacht heeft. Shoya vraagt Shoko vervolgens om hem te helpen om in leven te blijven.
Wanneer Shoya samen met Shoko naar het schoolfestival gaat, ontdekt hij hoeveel zijn lage schoolvrienden nog om hem geven. Hij legt alles bij en stelt voor om in groep naar het festival te gaan. Tijdens het festival zet Shoya zich eindelijk over zijn vroegere fouten. Hij is eindelijk terug in staat om mensen in de ogen te kijken. Hij barst in tranen uit wanneer hij zich realiseert dat hij vergeving gevonden heeft.

## Rolverdeling
| Personage          | Japanse stem                             |
| ------------------ | ---------------------------------------- |
| Shoya Ishida       | Miyu Irino, Mayu Matsuoka (als kind)     |
| Shoko Nishimiya    | Saori Hayami                             |
| Yuzuru Nishimiya   | Aoi Yuki                                 |
| Tomohiro Nagatsuka | Kensho Ono                               |
| Naoka Ueno         | Yuki Kaneko                              |
| Miyoko Sahara      | Yui Ishikawa                             |
| Miki Kawai         | Megumi Han                               |
| Satoshi Mashiba    | Toshiyuki Toyonaga                       |
| Kazuki Shimada     | Ryo Nishitani, Sachiko Kojima (als kind) |
| Keisuke Hirose     | Takuya Masumoto, Hana Takeda (als kind)  |
| Takeuchi           | Fuminori Komatsu                         |
| Miyako Ishida      | Satsuki Yukino                           |
| Yaeko Nishimiya    | Akiko Hiramatsu                          |
| Shoya's oudere zus | Ayano Hamaguchi                          |
| Maria              | Erena Kamata                             |
| Ito Nishimiya      | Ikuko Tani                               |
| Pedro              | Ryunosuke Watanuki                       |

## Productie
De animebewerking van A Silent Voice werd aangekondigd in het laatste hoofdstuk van de manga, die uitgegeven werd op 14 november 2014. Op 17 december 2014 werd aangekondigd dat de animebewerking een langspeelfilm zou worden. In het 46ste volume van het Weekly Shonen Magazine, welke op 14 oktober 2015 uitkwam, werd aangekondigd dat Kyoto Animation de animatie zou verzorgen en dat Naoko Yamada de film zou regisseren. De distributeur, Shochiku, benoemde Q4 2016 als het moment van uitgave van de film. Op 8 april 2016 ging de officiële website van de film online. De site kondigde aan dat Reiko Yoshida het script zou schrijven, dat Futoshi Nishiya de personages zou ontwerpen, en dat de film op 17 september 2016 zijn première zou kennen.
Kensuke Ushio en Pony Canyon componeerden en produceerden de muziek. Het themalied van de film, getiteld "Koi wo Shita no wa" (恋をしたのは), werd gezongen door Aiko. Het lied My Generation van The Who speelt tijdens de begingeneriek.
De dove actrice Lexi Cowden sprak Shoko's stem in voor de Engelse nasynchronisatie van de film.

## Ontvangst

### Box office
De film behaalde de tweede plaats op de dag van de première. De eerste plaats bedroeg Makoto Shinkai's Your Name. A Silent Voice verdiende 283 miljoen yen aan 200,000 cinematickets in de eerste twee dagen na de première. Op 30 november 2016 steeg dit bedrag tot meer dan 2,2 biljoen yen voor 1,7 miljoen cinematickets. In 2016 werd het de 19de meest winstgevende film in Japan, en de 10de meest winstgevende Japanse film in Japan (gelijkstand met Death Note: Light Up the New World) met 2,3 biljoen yen. Wereldwijd verdiende A Silent Voice meer dan 22 miljoen dollar, waarvan 19,56 miljoen dollar in Japan en 2,936,334 dollar buiten Japan.

### Recensies
Makoto Shinkai, de regisseur van Your Name, noemde de film een "fantastisch werk" en een "grootse, tot in de details afgewerkte productie" die hijzelf niet kan evenaren.
A Silent Voice won de "Beste Animatie van het Jaar" prijs op de 26ste Japan Movie Critics Awards. Regisseur Naoko Yamada kreeg er lof voor haar werk voor de film. In 2017 werd de film geselecteerd voor het Festival international du film d'animation d'Annecy.
Op de website Rotten Tomatoes krijgt de film een gemiddelde score van 7.6/10. Metacritic gaf de film een gemiddelde score van 78/100.

### Prijzen
| Jaar | Prijs                                               | Categorie                                          | Ontvanger       | Resultaat                            | Bron          |
| ---- | --------------------------------------------------- | -------------------------------------------------- | --------------- | ------------------------------------ | ------------- |
| 2017 | Japan Academy Prize                                 | Japan Academy Prize voor excellente animatie       | A Silent Voice  | gewonnen                             | [ 21 ]        |
| 2017 | Japan Academy Prize                                 | Japan Academy Prize voor beste animatie            | A Silent Voice  | genomineerd                          | [ 21 ]        |
| 2017 | Mainichi Film Concours                              | Mainichi Film Concours voor beste geanimeerde film | A Silent Voice  | genomineerd                          | [ 22 ]        |
| 2017 | Comicbook.com Golden Issue Awards                   | Beste Anime Film                                   | A Silent Voice  | genomineerd                          | [ 23 ]        |
| 2017 | Newtype Anime Awards                                | Beste Anime Film                                   | A Silent Voice  | tweede plaats                        | [ 24 ]        |
| 2017 | Tokyo Anime Award Festival                          | Anime van het jaar (film)                          | A Silent Voice  | gewonnen                             | [ 25 ]        |
| 2017 | Tokyo Anime Award Festival                          | Best                                               | Reiko Yoshida   | gewonnen                             | [ 25 ] [ 26 ] |
| 2017 | Japan Media Arts Festival                           | Animatieafdeling - Excellentieprijs                | A Silent Voice  | gewonnen                             | [ 27 ]        |
| 2017 | Japan Movie Critics Awards                          | Beste animatie van het jaar                        | A Silent Voice  | gewonnen                             | [ 28 ]        |
| 2017 | Festival international du film d'animation d'Annecy | Langspeelfilm                                      | A Silent Voice  | genomineerd                          | [ 18 ] [ 29 ] |
| 2017 | Asia Pacific Screen Awards                          | Beste geanimeerde langspeelfilm                    | A Silent Voice  | genomineerd                          | [ 30 ]        |
| 2017 | Filmfestival van Sitges                             | Langspeelfilm                                      | A Silent Voice  | genomineerd                          | [ 31 ]        |
| 2017 | Anim’est International Animation Film Festival      | Langspeelfilm                                      | A Silent Voice  | genomineerd                          | [ 32 ]        |
| 2017 | CAMERA JAPAN Festival                               | gewonnen                                           | A Silent Voice  | [ 33 ]                               |               |
| 2018 | The Anime Awards                                    | Beste film                                         | A Silent Voice  | genomineerd                          | [ 34 ]        |
| 2018 | The Anime Awards                                    | Beste animatie                                     | A Silent Voice  | genomineerd                          | [ 34 ]        |
| 2018 | Oscars                                              | Oscar voor beste animatiefilm                      | A Silent Voice  | Shortlist (geen officiële nominatie) | [ 35 ] [ 36 ] |
| 2018 | Anime UK Reader’s Choice Awards                     | Beste film                                         | A Silent Voice  | gewonnen                             | [ 37 ]        |
| 2018 | Anime UK Reader’s Choice Awards                     | Beste soundtrack                                   | A Silent Voice  | gewonnen                             | [ 37 ]        |
| 2018 | Anime UK Reader’s Choice Awards                     | Beste uitgave                                      | A Silent Voice  | tweede plaats                        | [ 37 ]        |
| 2018 | Anime UK Reader’s Choice Awards                     | Beste nieuwe personage (man)                       | Shoya Ishida    | gewonnen                             | [ 37 ]        |
| 2018 | Anime UK Reader’s Choice Awards                     | Beste nieuwe personage (vrouw)                     | Shoko Nishimiya | gewonnen                             | [ 37 ]        |
| 2018 | Anime Trending Awards                               | Vrouw van het jaar                                 | Shoko Nishimiya | gewonnen                             | [ 38 ]        |
| 2018 | Anime Trending Awards                               | Anime-Film des Jahres                              | A Silent Voice  | tweede plaats                        | [ 39 ]        |
| 2018 | Monstra Lisbon Animated Film Festival               | Langspeelfilm                                      | A Silent Voice  | genomineerd                          | [ 40 ]        |